# Vitvattentjärnen (Lycksele socken, Lappland)
Vitvattentjärnen är en sjö i Lycksele kommun i Lappland och ingår i Umeälvens huvudavrinningsområde. Sjön har en area på 0,139 kvadratkilometer och ligger 302,2 meter över havet.

## Delavrinningsområde
Vitvattentjärnen ingår i det delavrinningsområde (719036-161771) som SMHI kallar för Mynnar i Mettjaurkalven. Medelhöjden är 292 meter över havet och ytan är 9,17 kvadratkilometer. Det finns inga avrinningsområden uppströms utan avrinningsområdet är högsta punkten. Vattendraget som avvattnar avrinningsområdet har biflödesordning 4, vilket innebär att vattnet flödar genom totalt 4 vattendrag innan det når havet efter 181 kilometer. Avrinningsområdet består mestadels av skog (79 procent). Avrinningsområdet har 0,88 kvadratkilometer vattenytor vilket ger det en sjöprocent på 9,6 procent.